# زند زیرین
زند زیرین یا اولنا (به انگلیسی: Ulna) یکی از دو استخوان طویلی است که در ساعد قرار دارد و مچ دست را به آرنج متصل می‌نماید و به بدن نزدیکتر است. در قسمت دیستال این استخوان (نزدیک به مچ) زائده‌ای به نام زائده نیزه‌ای (استیلوئید) وجود دارد. این استخوان در بالا با استخوان بازو (هومروس)، در کنار با زند زبرین (رادیوس) و در پایین با استخوان‌های مچ دست مفصل می‌شود.

## توصیف
زند زیرین موازی استخوان زند زِبَرین بوده و در قسمت داخلی ساعد و در طرف انگشت کوچک دست قرار گرفته است. طول آن از استخوان زند زبرین بیشتر است.
بالاترین قسمت زند زیرین در قسمت جلو کمی برجسته شده و زائده تاجی (کورونوئید) را می‌سازد. سطح خارج بالاترین قسمت استخوان اولنا مقعر بوده و به آن شیار زند زبرین می‌گویند. در داخل شیار زند زبرین سر استخوان زند زبرین قرار گرفته و مفصل زندزبرین‌زیرین (رادیواولنار) بالایی یا پروگزیمال را می‌سازد.
پایینترین قسمت استخوان زند زیرین کمی برجسته شده و به آن سر استخوان می‌گویند. در پایین‌ترین قسمت سر استخوان زند زیرین یک برجستگی به نام زائده نیزه‌ای زند زیرین قرار دارد.
این استخوان دو انتها و یک تنه دارد. انتهای فوقانی دو زائده دارد که یکی در قسمت خلفی است و زائده آرنجی نامیده می‌شود که بلندتر است. زائده کوتاه‌تر در قسمت قدامی است و زائده منقاری نامیده می‌شود.
یک سطح مفصلی مقعر بین این دو برآمدگی است که فرورفتگی قرقره ای یا حفره سینی‌شکل نامیده می‌شود. در سطح خارجی قسمت فوقانی یک سطح مفصلی کوچک مقعر به نام فرورفتگی زند زبرینی وجود دارد که محل مفصل شدن زند زبرین است. در انتهای تحتانی یک زائده نیزه‌ای داشته و توسط دیسکی با استخوان‌های مچ دست مفصل می‌گردد. تنه استخوان در سه چهارم فوقانی دارای سه کنار و سه سطح است و در قسمت تحتانی استوانه‌ای‌شکل می‌باشد.
انتهای بالایی استخوان زند زیرین به سمت پشت و بالا رفته و یک زائده قوسی شکل را می‌سازد که به آن سرآرنج (اوله‌کرانون) می‌گویند. سطح قدامی یا جلویی زائده سرآرنج به صورت مقعر بوده و پوشیده از غضروف مفصلی است. به این کوژی، شیار قرقره‌ای (ناچ تروکلئار) هم می‌گویند. به سطح پشتی سرآرنج زردپی ماهیچه سه‌سر بازویی می‌چسبد.

## نگارخانه

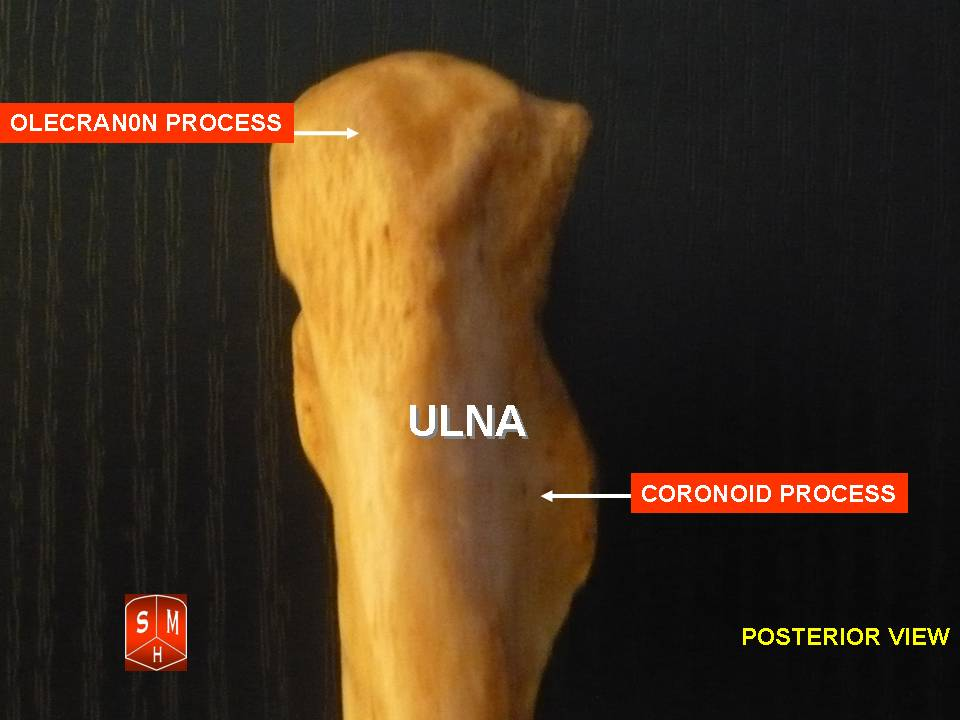
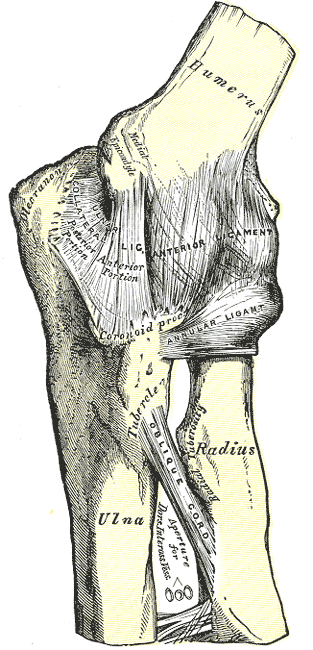
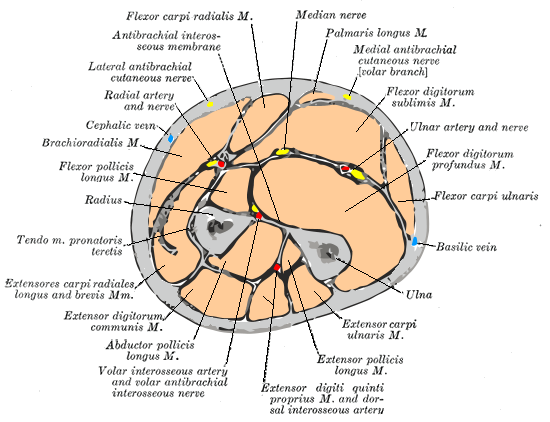
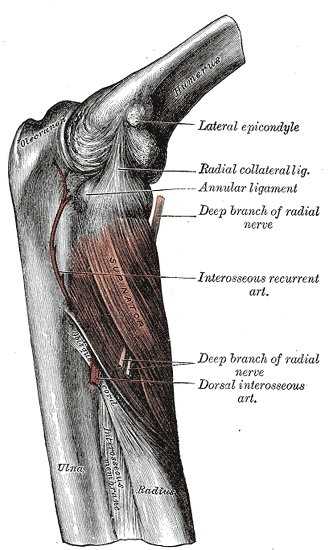
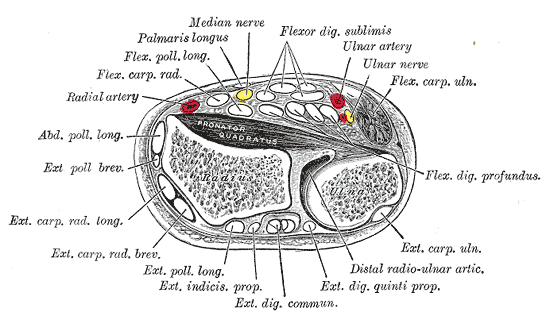